# Clemente III (antipapa)
Guiberto di Ravenna, noto anche come Wiberto, nato Guiberto Giberti (Parma, 1025/1029 – Civita Castellana, 8 settembre 1100), è stato un arcivescovo cattolico italiano.
Nel contesto della lotta per le investiture, egli divenne, con il nome di Clemente III, l'antipapa di fazione imperiale in opposizione a Gregorio VII, dal 25 febbraio 1080 fino alla morte.

## Biografia

### Gli anni giovanili
Nacque a Parma da una famiglia imparentata con il ramo dei da Correggio della stirpe di Canossa; un suo fratello era Guiberto, poi conte di Parma, che partecipò nel 1100 ad una crociata bandita dall'arcivescovo di Milano Anselmo IV; giovanissimo venne avviato alla carriera ecclesiastica. Nel 1057 fu nominato cancelliere imperiale per l'Italia dall'imperatrice Agnese, carica che conservò fino al 1063, continuando comunque a rimanere legato alla corte tedesca.
Il 6 dicembre 1058, a Siena, partecipò all'elezione di papa Niccolò II; fu presente anche al sinodo di Sutri del 18 gennaio 1059 in cui l'antipapa Benedetto X fu deposto e anatematizzato a favore di Niccolò. Guiberto, dopo la morte di papa Niccolò, avvenuta nel 1061, si alleò con la fazione imperiale sostenendo Onorio II contro papa Alessandro II. Avendo però la maggior parte della Chiesa ripudiato Onorio II, riconoscendo Alessandro II, l'imperatrice Agnese depose Guiberto dalla carica di cancelliere.
Egli mantenne un basso profilo per nove anni, anche se continuò a mantenere rapporti con la corte tedesca; infatti nel 1072 il re dei Romani Enrico IV lo nominò arcivescovo dell'allora vacante sede di Ravenna. Sebbene papa Alessandro II fosse riluttante ad avallare la nomina, il cardinale Ildebrando di Soana, suo consigliere, lo convinse ad accettare, forse come compromesso per mantenere la pace. Guiberto fece voto di obbedienza al Papa e si insediò nella sede di Ravenna nel 1073.

### L'opposizione a Gregorio VII
Poco dopo Alessandro II morì ed il 29 aprile 1073 venne eletto Ildebrando da Soana col nome di Gregorio VII. Tra le prime sue lettere, ve ne è una indirizzata all'arcivescovo di Ravenna. Guiberto partecipò al primo sinodo quaresimale indetto da Gregorio VII a Roma nel 1074. In questo sinodo furono approvate importanti leggi contro la corruzione del clero, ma subito egli si dimostrò uno dei maggiori oppositori alle riforme gregoriane.
L'anno successivo, infatti, Guiberto si rifiutò di partecipare al secondo sinodo quaresimale trasgredendo così al voto di obbedienza. La sua assenza rese manifesta la sua opposizione al papa. La causa principale del rifiuto delle riforme era l'insistenza ad esigere la fine del concubinato del clero e della simonia e l'espulsione dalla chiesa dei prelati che avrebbero continuato a mantenere le concubine.
Nello stesso anno, re Enrico IV iniziò la sua guerra aperta col papato; nel gennaio 1076 il monarca riunì un sinodo di vescovi a Worms che decise la deposizione di Gregorio VII. Ad essa aderì probabilmente anche Guiberto: infatti fu raggiunto, insieme ad altri vescovi del nord Italia, dalla scomunica che Gregorio pronunciò al sinodo quaresimale dello stesso anno. Poco dopo i vescovi ed i diaconi dissidenti si riunirono a Pavia sotto la presidenza di Guiberto e scomunicarono a loro volta Gregorio VII. Ciò provocò un'ulteriore reazione del papa che, durante il sinodo quaresimale del febbraio 1078, pronunciò una scomunica espressamente diretta a Guiberto e al suo maggior sostenitore, l'arcivescovo di Milano Tedaldo da Castiglione.

### L'anti-pontificato
Durante i quattro anni successivi, il re e il papa alternarono momenti di scontro e di riconciliazione finché, dovendo affrontare una ribellione interna di nobili tedeschi, Enrico IV minacciò di destituire Gregorio VII, e portò a termine le proprie minacce quando convocò i suoi sostenitori nel concilio di Bressanone (16 giugno del 1080). I vescovi decretarono la deposizione di Gregorio VII e il monarca controfirmò l'atto. Il concilio elesse papa Guiberto, ma egli dovette attendere quattro anni prima di essere intronizzato a Roma e divenire sommo pontefice a tutti gli effetti. Clemente III non ottenne mai, però, ampio riconoscimento al di fuori dei territori controllati direttamente dall'imperatore, dove fu considerato come un suo fantoccio privo di qualsiasi iniziativa politica autonoma.
Dopo aver sconfitto e ferito a morte il capo dei nobili tedeschi ribelli, Rodolfo di Svevia, nella battaglia di Hohenmölsen del novembre 1080, Enrico IV poté concentrare tutte le sue forze contro Gregorio VII. 
Nel 1081 marciò su Roma, unitamente alla truppe di Enrico IV senza riuscire a penetrarvi.  Sulla via del ritorno passò da Lucca per consacrare Pietro vescovo di Lucca, che a capo dei canonici era insorto contro Anselmo II provocando lo scisma di Lucca  Nel 1084 Enrico IV, ritornato ancora a Roma con l'antipapa Clemente,  III trattò segretamente con Gregorio VII offendogli di consegnare Guiberto se avesse accettato di incoronarlo imperatore. Gregorio pretese che Enrico, come misura preliminare, apparisse nuovamente come penitente davanti ad un consiglio di vescovi. L'imperatore si disse disposto ad accettare, ma contemporaneamente cercò di impedire la riunione dei vescovi, che comunque si svolse per pronunciare una nuova scomunica nei suoi riguardi. Saputo ciò, Enrico riuscì ad entrare in Roma con la forza il 21 marzo 1084. In poco tempo abbatté le difese, assediando Gregorio in Castel Sant'Angelo ed insediando in San Giovanni in Laterano Guiberto, che prese il nome di Clemente III (24 marzo). Il 31 marzo Clemente III incoronò Enrico IV imperatore in San Pietro.
In seguito, però, quando giunse la notizia che Roberto il Guiscardo, Duca di Puglia e Calabria (l'alleato normanno di Gregorio), stava correndo in suo aiuto, Clemente uscì da Roma insieme all'imperatore. Gregorio fu in seguito liberato, ma dovette rifugiarsi ugualmente, prima a Montecassino e poi a Salerno, dove morì il 25 maggio 1085.
La morte di Gregorio VII lasciò la chiesa divisa: i suoi sostenitori tennero un concilio a Quedlinburgo, in Sassonia, dove condannarono Clemente III, mentre i sostenitori di Enrico IV tennero un concilio a Magonza che approvò la deposizione di Gregorio e sostenne Clemente. Tornato a Ravenna, nel 1086 vi convocò un sinodo, partecipato da diversi dignitari della Chiesa romana. Nel 1087 l'antipapa ritornò a Roma e riuscì a prevalere contro il nuovo pontefice Vittore III. Nel 1089 convocò, in tempo pasquale, un sinodo romano. Ma il 3 luglio dello stesso anno il nuovo papa Urbano II prese possesso dell'Urbe; Clemente III fuggì a Tivoli. A Roma resistette un forte partito guibertista, che nel giro di due anni riportò Clemente III sul Soglio pontificio (1091). Clemente riunì un concilio a Roma che annullò la scomunica di Enrico IV.
Negli anni seguenti, però, il potere dell'imperatore andò scemando, mentre crebbe l'autorità di Urbano II. Nel 1094 Clemente dovette fuggire da Roma a causa del tradimento del capitano delle sue milizie, che passò dalla parte di Urbano II. Dopo il ritorno in Germania di Enrico IV, l'influenza di Clemente III fu confinata solo nella provincia ecclesiastica ravennate (la Romagna e il Bolognese) e poche altre zone dell'Italia settentrionale.

### La morte
Quando nel 1099 venne eletto papa Pasquale II, Clemente si recò ad Albano sperando ancora di poter ritornare a Roma, ma fu costretto a ritirarsi ed a riparare a Civita Castellana dove morì l'8 settembre 1100.
I resti di Clemente III, sepolti nella Cattedrale di Civita Castellana, divennero in breve oggetti di culto per la popolazione locale, poiché si diffuse la voce che sulla tomba dell'antipapa, a seguito della trasudazione di un misterioso liquido profumato, si verificassero numerosi miracoli. Per contrastare questo culto Papa Pasquale II ne fece disseppellire le spoglie per disperderle nel Tevere.
I seguaci di Clemente III elessero come suo successore Teodorico che però non rappresentò mai una vera minaccia per il papa legittimo.

## Successione apostolica
La successione apostolica è:
- Vescovo Lambert de Grandson (1090)